# El conquistador del Aconcagua
El conquistador del Aconcagua fue un concurso televisivo de deporte y riesgo, que se emitió en el canal ETB2 de la televisión pública vasca, en el que sus participantes competían por llegar a la cumbre del cerro Aconcagua en Argentina.
Tras el éxito en el País Vasco del programa El conquistador del fin del mundo, su primera edición contó con participantes de otras ediciones de dicho concurso. Pero en la segunda edición se cambió el formato con la idea de asemejarlo más a El conquistador del fin del mundo; se decidió que todos los concursantes fuesen anónimos, se incrementó el número de participantes a dieciséis y se corrigió el fallo que se tuvo en la primera edición de la falta de información tanto a los concursantes como a los televidentes. Con estos cambios, la segunda edición tuvo más audiencia y se consiguió el propósito de hacer de este formato una secuela del programa de telerrealidad original.

## El conquistador del Aconcagua 2010
En esta primera edición del reality, se contó con la participación de seis concursantes, todos ellos, ex-concursantes de distintas ediciones de El conquistador del fin del mundo. Juanito Oiarzabal fue el capitán. Esta edición fue muy polémica ya que los concursantes llegaron con la idea de que el programa solamente era una expedición. Incluso la audiencia no sabía que podía pasar en este nuevo formato. Al final, solo tres de ellos tendrían la oportunidad de llegar a la cima. Al final, dos de los seis concursantes lograron conquistar la cima del Aconcagua.

### Concursantes
| Concursantes       | Lugar de residencia | Edad    | Ocupación              | El conquistador del fin del mundo | Clasificación                  | Espectadores      |
| ------------------ | ------------------- | ------- | ---------------------- | --------------------------------- | ------------------------------ | ----------------- |
| Azucena Díez       | Valle de Trápaga    | 38 años | Administrativa         | Segunda edición (2006)            | Cumbre                         | Favorita (51,8%)  |
| Iker Flores        | Vitoria             | 33 años | Exciclista             | Sexta edición (2010)              | Cumbre                         | Finalista (48,2%) |
| Natxo Cebolla      | Lejona              | 28 años | Deportista             | Primera edición (2005)            | 3.ª expulsión / 3.er finalista | Finalista (9,9%)  |
| Lourdes Zuriarrain | San Sebastián       | 44 años | Funcionaria de Correos | Tercera edición (2007)            | 2.ª expulsión                  |                   |
| Nagore Urkiaga     | Baracaldo           | 28 años | Educadora              | Quinta edición (2009)             | 1.ª expulsión                  |                   |
| Ángel Jauregi      | Baracaldo           | 50 años | Reciclador             | Cuarta edición (2008)             | Abandono por salud             |                   |

### Estadísticas semanales
|         | 1     | 2        | 3       | 4       | 5       | Semifinal | Final    |
| ------- | ----- | -------- | ------- | ------- | ------- | --------- | -------- |
| Iker    | Entra | Exento   | Tercero | Primero | Primero | Finalista | Cumbre   |
| Azucena | Entra | Exenta   | Segunda | Cuarta  | Segunda | Finalista | Cumbre   |
| Natxo   | Entra | Exento   | Primero | Segundo | Quinto  | Repescado | Abandono |
| Lourdes | Entra | Exenta   | Cuarta  | Quinta  | Tercera |           |          |
| Nagore  | Entra | Exenta   | Quinta  | Tercera | Cuarta  |           |          |
| Ángel   | Entra | Abandono |         |         |         |           |          |

## El conquistador del Aconcagua 2011
Esta edición, totalmente diferente a la anterior, estuvo compuesta por 16 concursantes completamente anónimos. Juanito Oiarzabal volvió a asumir el cargo de capitán, pero está vez, acompañado de Mikel Goñi quién tuvo el papel de ayudante de capitán.

### Concursantes
| Concursantes                | Lugar de residencia   | Edad    | Ocupación                       | Clasificación       | Espectadores          |
| --------------------------- | --------------------- | ------- | ------------------------------- | ------------------- | --------------------- |
| Lourdes Basterretxea        | Elorrio               | 32 años | Consultora de calidad y RRHH    | Cumbre              |                       |
| Iñigo Pérez "Boliki"        | Villava               | 27 años | Electricista                    | Cumbre              |                       |
| Aitziber Larrion            | Albéniz               | 33 años | Propietaria de casa rural       | No cumbre           |                       |
| Iñaki Sagarna "Txileno"     | Abadiano              | 41 años | Hostelero                       | No cumbre           |                       |
| Ander Renobales             | Bilbao                | 32 años | Bombero                         | Abandono por salud  | Favorito del público  |
| Koro Errazkin               | Pamplona              | 40 años | Veterinaria                     | 10.ª expulsión      | Finalista del público |
| Begoña Rascón               | Linares               | 38 años | Ingeniera de Telecomunicaciones | 7.ª expulsión       |                       |
| Inaxio Arregui              | Azpeitia              | 46 años | Desempleado                     | 7.ª expulsión       |                       |
| Jair Del Olmo               | Yurre                 | 23 años | Estudiante y karateka           | 7.ª expulsión       |                       |
| Silvia Irastorza            | Bilbao                | 33 años | Bancaria                        | 6.ª expulsión       |                       |
| Amaia Nerea Aizpuru "Aizpu" | Oyarzun               | 25 años | Monitora de natación y spinning | 5.ª expulsión       |                       |
| Aritz López                 | Vitoria               | 24 años | Instructor de Fitness           | 4.ª expulsión       |                       |
| Alejandro Infante "Patxuli" | La Puebla de Arganzón | 49 años | Pintor                          | 3.ª expulsión       |                       |
| Gaizka Antuñano "Antu"      | Haro                  | 33 años | Operario de mantenimiento       | Abandono por lesión |                       |
| Aritz Bernas                | San Sebastián         | 26 años | Montador                        | 2.ª expulsión       |                       |
| Maika Rodríguez             | Mutilva Baja          | 41 años | Cocinera                        | 1.ª expulsión       |                       |

### Duelos
| Etapa eliminatoria   |                                                                                     |                                                                                     |                      |                         |                            |
| Episodio             | Inmunes                                                                             | Inmunes                                                                             | Nominado por inmunes | Nominado por no inmunes | Eliminado                  |
| 01                   | Boliki, Bernas, Aritz, Silvia, Ander, Antu, Patxuli                                 | Boliki, Bernas, Aritz, Silvia, Ander, Antu, Patxuli                                 | Maika 5/7 votos      | Aitziber 6/9 votos      | Maika                      |
| 02                   | Koro, Jair, Patxuli, Aritz, Bego, Ander                                             | Koro, Jair, Patxuli, Aritz, Bego, Ander                                             | Bernas 3/6 votos     | Boliki 6/9 votos        | Bernas                     |
| 03                   | Bego, Txileno, Aizpu                                                                | Bego, Txileno, Aizpu                                                                | Ander 2/3 votos      | Patxuli 7/10 votos      | Patxuli                    |
| 04                   | Boliki, Ander, Aitziber, Koro, Jair, Bego, Txileno, Aizpu, Silvia                   | Boliki, Ander, Aitziber, Koro, Jair, Bego, Txileno, Aizpu, Silvia                   | Aritz 6/9 votos      | Inaxio 2/3 votos        | Aritz                      |
| 05                   | Boliki, Ander, Aitziber                                                             | Boliki, Ander, Aitziber                                                             | Aizpu 3/8 votos      | Silvia 2/3 votos        | Aizpu                      |
| 06                   | Ander, Boliki, Aitziber, Koro, Inaxio, Lur, Txileno                                 | Ander, Boliki, Aitziber, Koro, Inaxio, Lur, Txileno                                 | Silvia 4/7 votos     | Jair 2/3 votos          | Silvia                     |
| Etapa clasificatoria |                                                                                     |                                                                                     |                      |                         |                            |
| Episodio             | Puntuación                                                                          | Puntuación                                                                          | Puntuado por grupo   | Puntuado por Juanito    | Clasificados provisionales |
| 07                   | Ander, 5 puntos Txileno, 4 puntos Boliki, 3 puntos Koro, 2 puntos Aitziber, 1 punto | Ander, 5 puntos Txileno, 4 puntos Boliki, 3 puntos Koro, 2 puntos Aitziber, 1 punto | Bego 5/9 votos       | Aitziber                | Ander Txileno Boliki Koro  |
| 08                   | Bego, 5 puntos Lur, 4 puntos Boliki, 3 puntos Ander, 2 puntos Txileno, 1 punto      | Bego, 5 puntos Lur, 4 puntos Boliki, 3 puntos Ander, 2 puntos Txileno, 1 punto      | Inaxio 3/9 votos     | Inaxio                  | Ander Boliki Bego Txileno  |
| 09                   | Ander, 5 puntos Inaxio, 4 puntos Txileno, 3 puntos Bego, 2 puntos Boliki, 1 punto   | Ander, 5 puntos Inaxio, 4 puntos Txileno, 3 puntos Bego, 2 puntos Boliki, 1 punto   | Jair 6/9 votos       | Bego                    | Ander Bego Txileno Boliki  |
| Episodio             | Puntuación                                                                          | Puntuación extra                                                                    | Puntuado por grupo   | Puntuado por Juanito    | Clasificados               |
| 10                   | Lur, 5 puntos Ander, 4 puntos Boliki, 3 puntos Aitziber, 2 puntos Inaxio, 1 punto   | Koro y Aitziber 1 punto                                                             | Txileno 4/9 votos    | Lur                     | Ander Boliki Lur Txileno   |
| Episodio             | Nominado por grupo                                                                  | Nominado por grupo                                                                  | Nominado por Juanito | Nominado por Juanito    | Clasificada                |
| 11/12                | Koro 3/5 votos                                                                      | Koro 3/5 votos                                                                      | Aitziber             | Aitziber                | Aitziber                   |
| Etapa final          |                                                                                     |                                                                                     |                      |                         |                            |
| Episodio             | Intento de cumbre                                                                   | Intento de cumbre                                                                   | Intento de cumbre    | Intento de cumbre       | Cumbre                     |
| 13/Final             | Txileno, Aitziber                                                                   | Txileno, Aitziber                                                                   | Txileno, Aitziber    | Txileno, Aitziber       | Lur Boliki                 |

### Estadísticas semanales
|          | 1         | 2         | 3         | 4         | 5         | 6         | 7       | 8       | 9       | 10          | 11          | 12          | 13          | Final    |
| -------- | --------- | --------- | --------- | --------- | --------- | --------- | ------- | ------- | ------- | ----------- | ----------- | ----------- | ----------- | -------- |
| Lur      | Salvada   | Salvada   | Salvada   | Salvada   | Salvada   | Inmune    | Peligro | Peligro | Peligro | Clasificada | Clasificada | Clasificada | Clasificada | Cumbre   |
| Boliki   | Inmune    | Nominado  | Salvado   | Inmune    | Inmune    | Inmune    | Salvado | Salvado | Salvado | Clasificado | Clasificado | Clasificado | Clasificado | Cumbre   |
| Aitziber | Nominada  | Salvada   | Salvada   | Inmune    | Inmune    | Inmune    | Peligro | Peligro | Peligro | Peligro     | Peligro     | Nominada    | Clasificada | Abandono |
| Txileno  | Salvado   | Salvado   | Inmune    | Inmune    | Salvado   | Inmune    | Salvado | Salvado | Salvado | Clasificado | Clasificado | Clasificado | Clasificado | Abandono |
| Ander    | Inmune    | Inmune    | Nominado  | Inmune    | Inmune    | Inmune    | Salvado | Salvado | Salvado | Clasificado | Clasificado | Clasificado | Abandono    |          |
| Koro     | Salvada   | Inmune    | Salvada   | Inmune    | Salvada   | Inmune    | Salvada | Peligro | Peligro | Peligro     | Nominada    | Expulsada   |             |          |
| Bego     | Salvada   | Inmune    | Inmune    | Inmune    | Salvada   | Salvada   | Peligro | Salvada | Salvada | Peligro     | Peligro     | Expulsada   |             |          |
| Inaxio   | Salvado   | Salvado   | Salvado   | Nominado  | Salvado   | Inmune    | Peligro | Peligro | Peligro | Peligro     | Peligro     | Expulsado   |             |          |
| Jair     | Salvada   | Inmune    | Salvada   | Inmune    | Salvada   | Nominada  | Peligro | Peligro | Peligro | Peligro     | Peligro     | Expulsada   |             |          |
| Silvia   | Inmune    | Salvada   | Salvada   | Inmune    | Nominada  | Expulsada |         |         |         |             |             |             |             |          |
| Aizpu    | Salvada   | Salvada   | Inmune    | Inmune    | Expulsada |           |         |         |         |             |             |             |             |          |
| Aritz    | Inmune    | Inmune    | Salvado   | Expulsado |           |           |         |         |         |             |             |             |             |          |
| Patxuli  | Inmune    | Inmune    | Expulsado |           |           |           |         |         |         |             |             |             |             |          |
| Antu     | Inmune    | Salvado   | Abandono  |           |           |           |         |         |         |             |             |             |             |          |
| Bernas   | Inmune    | Expulsado |           |           |           |           |         |         |         |             |             |             |             |          |
| Maika    | Expulsada |           |           |           |           |           |         |         |         |             |             |             |             |          |

## El conquistador del Aconcagua 2012
El 24 de agosto se publicó en el periódico El Correo que estaba prevista la tercera edición del reality por los buenos resultados obtenidos en la edición del año anterior. El guía de la expedición volvería a ser el veterano Juanito Oiarzabal. En esta edición participaron famosos y anónimos.

### Concursantes
En esta edición los concursantes se dividieron en 7 equipos, cada equipo formado por dos integrantes, uno anónimo y otro famoso.
| Concursantes            | Lugar de residencia | Edad    | Ocupación                 | Equipo              | Clasificación                 |
| ----------------------- | ------------------- | ------- | ------------------------- | ------------------- | ----------------------------- |
| David Kote              | Vitoria             | 36 años | Policía local             | Anónimos / Pareja 7 | Ganador                       |
| Iñaki Aretxederra       | Gordejuela          | 25 años | Ingeniero técnico         | Anónimos / Pareja 5 | 6.ª expulsión / 2.º finalista |
| Roberto Laiseka         | Guernica y Luno     | 43 años | Exciclista                | Famosos / Pareja 7  | 3.er finalista                |
| Magda Stasiak           | / Berriozar         | 34 años | Departamento de logística | Anónimos / Pareja 4 | 8.ª expulsión                 |
| Serafín Zubiri          | Pamplona            | 48 años | Cantante                  | Famosos / Pareja 5  | 8.ª expulsión                 |
| Óscar Zubiri            | Pamplona            | 50 años | Hermano y guía de Serafín | Famosos / Pareja 5  | 7.ª expulsión                 |
| Iban Biaga              | Vergara             | 34 años | Remero                    | Anónimos / Pareja 6 | 6.ª expulsión                 |
| Andoni Agirregomezkorta | San Sebastián       | 41 años | Actor y presentador       | Famosos / Pareja 6  | 5.ª expulsión                 |
| Laura Ros               | Pamplona            | 43 años | Hostelera                 | Anónimos / Pareja 2 | 5.ª expulsión                 |
| Koro Martínez           | San Sebastián       | 44 años | Dependienta               | Anónimos / Pareja 3 | 4.ª expulsión                 |
| Javier Guruzeta "Guru"  | San Sebastián       | 42 años | Exfutbolista              | Famosos / Pareja 2/ | Abandono voluntario           |
| Iñigo Larrainzar        | Pamplona            | 41 años | Exfutbolista              | Famosos / Pareja 1  | 3.ª expulsión (4/5)           |
| Eba Ferreira            | Santurce            | 39 años | Exfutbolista              | Famosos / Pareja 4  | Abandono voluntario           |
| Blanca Fernández Ochoa  | Madrid              | 49 años | Exesquiadora              | Famosos / Pareja 3  | 2.ª expulsión (3/5)           |
| Sara Induráin           | Pamplona            | 22 años | Enfermera                 | Anónimos / Pareja 1 | 1.ª expulsión (5/7)           |

1. ↑  Los hermanos Zubiri concursaron como uno ya que Serafín al ser invidente no puede desenvolverse en el monte correctamente solo. Cuando Óscar tuvo que dejar la aventura por salud, un nuevo guía profesional se encargó de ayudar a Serafín.

### Estadísticas semanales
| David   | Entra | Salvado   | Salvado   | Salvado   | Salvado   | Salvado    | Salvado    | Exento     | Finalista | Finalista  | GANADOR        |  |  |  |
| Iñaki   | Entra | Salvado   | Salvado   | Salvado   | Nominado  | Salvado    | Expulsado  | Purgatorio | Repescado | Finalista  | 2.º finalista  |  |  |  |
| Roberto | Entra | Salvado   | Salvado   | Salvado   | Salvado   | Salvado    | Salvado    | Exento     | Finalista | Finalista  | 3.er finalista |  |  |  |
| Magda   | Entra | Salvada   | Salvada   | Salvada   | Salvada   | Salvada    | Salvada    | Exenta     | Finalista | Expulsados |                |  |  |  |
| Serafín | Entra | Salvado   | Salvado   | Salvado   | Salvado   | Salvado    | Nominado   | Salvado    | Finalista | Expulsados |                |  |  |  |
| Óscar   | Entra | Salvado   | Salvado   | Salvado   | Salvado   | Salvado    | Nominado   | Salvado    | Expulsado |            |                |  |  |  |
| Ibán    | Entra | Salvado   | Salvado   | Salvado   | Salvado   | Nominado   | Expulsado  | Purgatorio | Eliminado |            |                |  |  |  |
| Andoni  | Entra | Salvado   | Salvado   | Salvado   | Salvado   | Expulsión  | Purgatorio | Purgatorio | Eliminado |            |                |  |  |  |
| Laura   | Entra | Salvada   | Salvada   | Salvada   | Salvada   | Expulsión  | Purgatorio | Purgatorio | Eliminado |            |                |  |  |  |
| Koro    | Entra | Salvada   | Nominada  | Nominada  | Expulsada | Purgatorio | Purgatorio | Purgatorio | Eliminada |            |                |  |  |  |
| Javier  | Entra | Salvado   | Salvado   | Salvado   | Abandono  |            |            |            |           |            |                |  |  |  |
| Iñigo   | Entra | Nominado  | Nominado  | Expulsado |           |            |            |            |           |            |                |  |  |  |
| Eba     | Entra | Salvada   | Salvada   | Abandono  |           |            |            |            |           |            |                |  |  |  |
| Blanca  | Entra | Salvada   | Expulsada |           |           |            |            |            |           |            |                |  |  |  |
| Sara    | Entra | Expulsada |           |           |           |            |            |            |           |            |                |  |  |  |

## Palmarés
| Edición                           | Fecha | Ganador              | Segundo finalista    | Tercer finalista |
| --------------------------------- | ----- | -------------------- | -------------------- | ---------------- |
| El conquistador del Aconcagua I   | 2010  | Azucena Díez         | Iker Flores          | Natxo Cebolla    |
| El conquistador del Aconcagua II  | 2011  | Lourdes Basterretxea | Iñigo Pérez "Boliki" | Aitziber Larrion |
| El conquistador del Aconcagua III | 2012  | David Kote           | Iñaki Aretxederra    | Roberto Laiseka  |

## Versiones
- En 2013, Chile llevó a cabo una versión de El conquistador del Aconcagua titulado Trepadores y emitido en Mega.